# Clostera ferruginosa
Clostera ferruginosa är en fjärilsart som beskrevs av M.Gaede 1934. Clostera ferruginosa ingår i släktet Clostera och familjen tandspinnare. Inga underarter finns listade i Catalogue of Life.